# Rajania spiculiflora
Rajania spiculiflora är en enhjärtbladig växtart som beskrevs av Edwin Burton Uline och Reinhard Gustav Paul Knuth. Rajania spiculiflora ingår i släktet Rajania och familjen Dioscoreaceae.
Artens utbredningsområde är Haiti. Inga underarter finns listade i Catalogue of Life.